# Love, Maite – das Beste … bis jetzt!
Love, Maite – das Beste … bis jetzt! ist die erste Kompilation der US-amerikanischen Schlagersängerin Maite Kelly. Das Best-of-Album erschien am 21. April 2023 beim Musiklabel Electrola.

## Hintergrund
Love, Maite – das Beste … bis jetzt! ist das erste Best-of-Album der Künstlerin und enthält Titel ihrer bis April 2023 veröffentlichten Studioalben. Die Titel Ich brauch einen Mann und Rosen sind rot, eine Coverversion von The Kelly Family – Roses of Red, wurde mit der Kompilation erstveröffentlicht und befinden sich auf keinen weiteren Tonträger. Ich brauch einen Mann  erschien am 13. Januar 2023 und ist eine Reminiszenz an den Schlager der 1970er Jahre. Maite Kelly performte den Titel erstmals vor Publikum am 14. Januar 2023 in der ARD-Sendung Der große Schlagerabschied. 2023 schaffte es Ich brauch einen Mann auf Rang zwei der deutschen Konservativ-Pop-Jahrescharts.

## Titelliste
| Nr. | Titel                                                                          | Autor(en)                                                        | Produzent(en)                                     | Länge |
| --- | ------------------------------------------------------------------------------ | ---------------------------------------------------------------- | ------------------------------------------------- | ----- |
| 1.  | Ich brauch einen Mann                                                          | Maite Kelly, Sebastian Wurth, Florian Krahe, Dan Sommer          | Thorsten Brötzmann, Markus Norwin Rummel          | 2:42  |
| 2.  | Einfach Hello                                                                  | Thorsten Brötzmann, Johan Daansen, Maite Kelly                   | Thorsten Brötzmann, Roman Lüth                    | 3:08  |
| 3.  | Ich steh dazu                                                                  | Anja Krabbe, Maite Kelly, Thomas Kretschmer                      | Frank Kretschmer, Anja Krabbe, Tommy Remm         | 3:23  |
| 4.  | Die Liebe siegt sowieso                                                        | Maite Kelly, Felix Gauder, Oli Nova, Olaf Bossi                  | Felix Gauder                                      | 3:31  |
| 5.  | Heute Nacht für immer                                                          | Maite Kelly, Felix Gauder, Oli Nova, Olaf Bossi                  | Felix Gauder                                      | 3:49  |
| 6.  | Sieben Leben für dich                                                          | Olaf Roberto Bossi, Maite Kelly, Felix Gauder, Oli Nova          | Felix Gauder                                      | 3:39  |
| 7.  | Es war noch nie so schön                                                       | Olaf Roberto Bossi, Maite Kelly, Felix Gauder, Oli Nova          | Felix Gauder                                      | 3:40  |
| 8.  | Jetzt oder nie                                                                 | Olaf Roberto Bossi, Maite Kelly, Felix Gauder, Oli Nova          | Felix Gauder                                      | 3:26  |
| 9.  | Für Gefühle kann man nichts                                                    | Thorsten Brötzmann, Maite Kelly, Sebastian Wurth, Daniel Gogolla | Thorsten Brötzmann, Roman Lüth                    | 3:44  |
| 10. | Einmal ist immer das erste Mal                                                 | Maite Kelly, Christian Bömkes                                    | Alex Wende                                        | 3:44  |
| 11. | Was wäre, wenn                                                                 | Christian Wunderlich, Claudio Pagonis, Maite Kelly               | Thorsten Brötzmann, Roman Lüth                    | 3:43  |
| 12. | Ich dreh mich nie wieder um                                                    | Johan Daansen, Maite Kelly                                       | Alex Wende                                        | 3:12  |
| 13. | Dass es uns noch gibt                                                          | Anja Krabbe, Maite Kelly                                         | Frank Kretschmer, Anja Krabbe, Tommy Remm         | 3:47  |
| 14. | Liebe lohnt sich                                                               | Roland Spremberg, Maite Kelly, Sebastian Wurth                   | Roland Spremberg                                  | 3:31  |
| 15. | Liebe ist Liebe                                                                | Maite Kelly, Britta Sabbag                                       | Frank Kretschmer, Anja Krabbe                     | 3:44  |
| 16. | Keine Angst (feat. Giovanni Zarrella)                                          | Anja Krabbe, Claudio Pagonis, Maite Kelly, Sarah Schiffer        | Michael Herberger, Claudio Pagonis, Tillmann Loch | 4:02  |
| 17. | Ich schau auf den Boden (Version 2023)                                         | Götz von Sydow, Maite Kelly                                      | Götz von Sydow                                    | 3:56  |
| 18. | Halt mich!                                                                     | Roland Spremberg, Johan Daansen, Maite Kelly                     | Roland Spremberg                                  | 2:40  |
| 19. | Rosen sind rot (Coverversion von The Kelly Family – Roses Of Red)              | The Kelly Family                                                 | Maite Kelly, Florian Krahe                        | 3:12  |
| 20. | Warum hast du nicht nein gesagt (feat. Roland Kaiser) (Albumversion mit Intro) | Götz von Sydow, Maite Kelly                                      | Peter Wagner, Roland Kaiser                       | 3:57  |

## Charts und Chartplatzierungen
| ChartsChartplatzierungen | Höchstplatzierung | Wochen |
| ------------------------ | ----------------- | ------ |
| Deutschland (GfK)        | 5 (16 Wo.)        | 16     |
| Österreich (Ö3)          | 3 (4 Wo.)         | 4      |
| Schweiz (IFPI)           | 5 (4 Wo.)         | 4      |